# Schlacht von Issos (194)

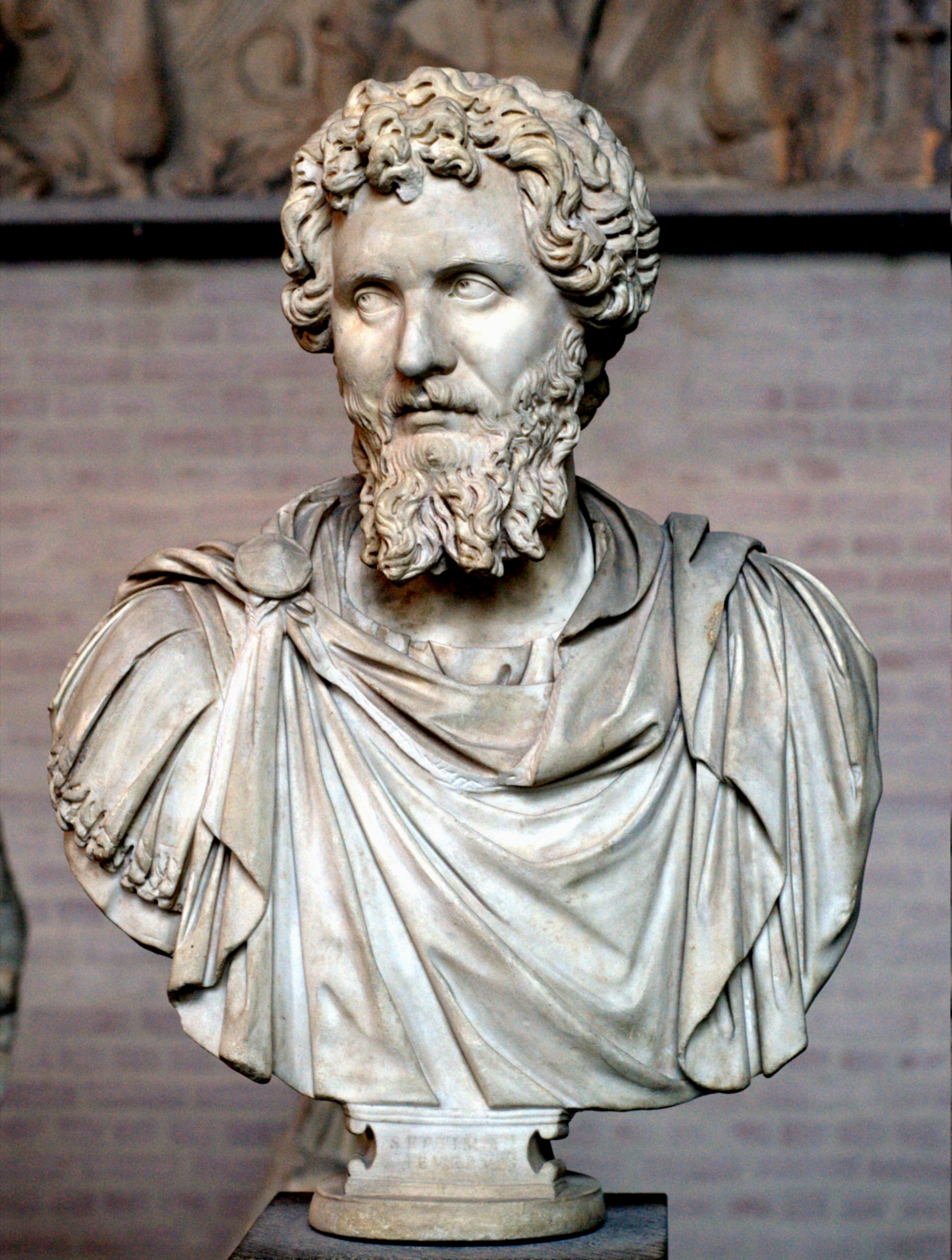
Kaiser Septimius Severus

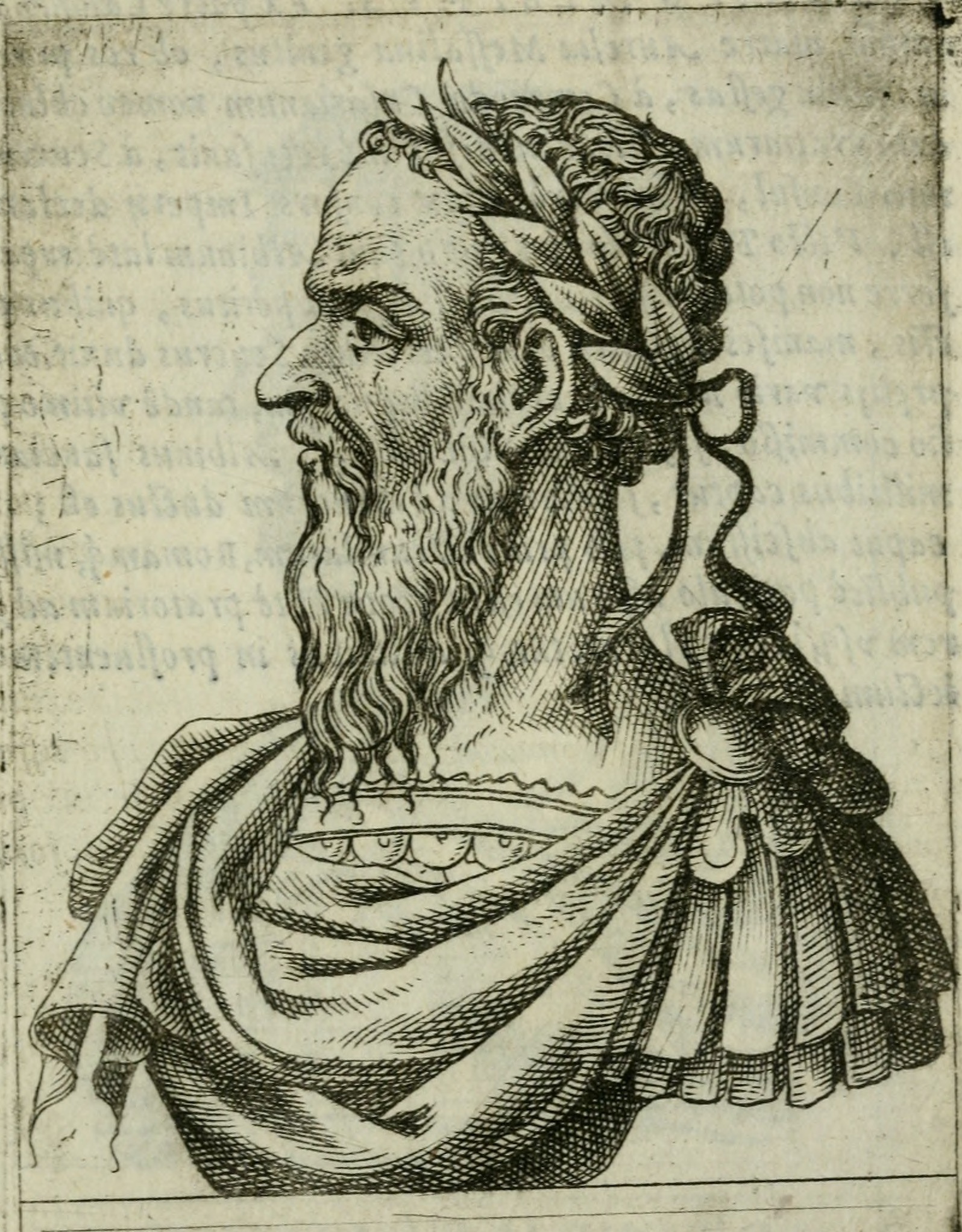
Gegenkaiser Pescennius Niger

Die Schlacht von Issos im Frühjahr des Jahres 194 war ein entscheidender Zusammenstoß zwischen den Truppen des spätromischen Statthalters Pescennius Niger und denen des neu erhobenen Kaisers Septimius Severus, die sich in einer Nachfolgekrise nach dem Tod Commodus’ gegenüberstanden. Auf einer weiten Ebene nahe einer historischen Stätte Alexander des Großen versammelten sich die überlegenen illyrischen Legionen Severus’ und die zahlenmäßig unterlegenen, aber lokal verwurzelten Streitkräfte Nigers zu einem blutigen Gefecht, dessen Ausgang durch ein plötzliches Gewitter zu Ungunsten der östlichen Truppen fiel. Der Sieg Severus’ sicherte nicht nur das Ende der Rivalität um die Alleinherrschaft, sondern leitete auch den Aufstieg der Severischen Dynastie ein, die das Reich in den folgenden Jahrzehnten prägte.

## Historischer Kontext
Nach der Ermordung Kaiser Commodus’ am 31. Dezember 192 n. Chr. erlebte das Römische Reich eine schwere Nachfolgekrise. Im Jahr 193 wurden vier Männer zum Kaiser ausgerufen: Pertinax (Januar bis März 193), Didius Julianus (März bis Juni 193), Septimius Severus (ab 193) und Pescennius Niger als Gegenkaiser (193–194). Diese Periode wird als Zweites Vierkaiserjahr bezeichnet.
Pescennius Niger war seit etwa 190/191 n. Chr. Statthalter der reichen Provinz Syria und befehligte die dort stationierten Legionen. Nach der Ermordung des Kaisers Pertinax am 28. März 193 und der umstrittenen Erhebung des Didius Julianus durch die Prätorianer entstand ein Machtvakuum. Niger war in Rom populär, und seine dortigen Anhänger forderten ein Eingreifen des syrischen Heeres und seine Einsetzung zum Kaiser. Etwa Mitte April 193 berief Niger in Antiochia eine Soldaten- und Volksversammlung ein, auf der er zum Kaiser ausgerufen wurde.
Septimius Severus, der am 9. April 193 in Carnuntum von den pannonischen Legionen zum Kaiser ausgerufen worden war, konnte sich zunächst diplomatisch absichern. Es gelang ihm, Clodius Albinus auf seine Seite zu ziehen, indem er ihn zum Caesar und damit zum künftigen Nachfolger erhob. Dies ermöglichte es Severus, sich ganz auf den Kampf gegen Pescennius Niger zu konzentrieren.
Die Auseinandersetzung zwischen Severus und Niger begann bereits 193, als Niger von Syria aus mit seinen Truppen die strategisch wichtigen Dardanellen und den Bosporus zu erreichen versuchte. Niger konnte Byzantion besetzen, scheiterte aber bei dem Versuch, das benachbarte Perinthos in seine Hand zu bekommen, welches von den Truppen des Severus unter dem Kommando des Lucius Fabius Cilo geschützt werden konnte.

## Militarisierung
Septimius Severus hatte für den Krieg gegen Niger insgesamt sechzehn Legionen zusammengezogen, während Niger über höchstens sechs bis neun Legionen verfügte. Eine Legion war bereits während der Kämpfe zu Severus übergelaufen. Die severischen Truppen bestanden hauptsächlich aus erfahrenen Illyriern, während Nigers Armee größtenteils aus weniger kriegserprobten Soldaten aus dem Osten bestand, darunter viele junge Männer aus Antiochia.
Ursprünglich führte Tiberius Claudius Candidus die severischen Truppen gegen Niger und erzielte Siege bei Kyzikos und Nikaia. Candidus wurde jedoch durch Publius Cornelius Anullinus ersetzt, möglicherweise aufgrund seines Versäumnisses, den Rückzug der gegnerischen Armee zu verhindern. Anullinus, der aus Iliberris in Baetica stammte und bereits unter Marcus Aurelius eine erfolgreiche Laufbahn absolviert hatte, übernahm das Kommando für die entscheidende Phase des Konflikts.

## Schlacht
Die Schlacht fand auf einer flachen, weiten Ebene nahe der Bucht von Issos statt, wo ein Hügelkamm ein natürliches Theater bildete und ein breiter Strand zum Meer hin abfiel. Herodian beschreibt die Örtlichkeit als von der Natur wie ein Stadion für eine Schlacht konstruiert. Es war dieselbe Stelle, an der 333 v. Chr. Alexander der Große den persischen König Dareios III. besiegt hatte. Noch zur Zeit der römischen Schlacht existierten Erinnerungen an diesen historischen Sieg: eine Stadt namens Alexandria auf dem Hügelkamm und eine Bronzestatue, die der Region ihren Namen gab.
Die Armeen bezogen am Abend des 30. März 194 ihre Stellungen gegeneinander und verbrachten eine schlaflose Nacht voller Angst und Sorge. Am Sonnenaufgang des 31. März 194 gingen beide Seiten mit wilder Entschlossenheit zum Angriff über. Die severischen Truppen griffen zuerst an, während Nigers Streitkräfte Geschosse auf sie schleuderten. Nach Cassius Dio bildeten die severischen Legionäre eine Schildkrötenformation, indem sie ihre Schilde zum Schutz vor sich selbst oder vor ihren eigenen Geschützschützen verwendeten. Gleichzeitig griff die severische Reiterei von hinten an. Der Kampf war hart, blutig und dauerte lange an.
Ein plötzlich aufkommendes Gewitter spielte eine entscheidende Rolle für den Ausgang der Schlacht. Das Unwetter senkte die Moral von Nigers Truppen, die es als göttliches Eingreifen deuteten, da sie dem Sturm direkt ausgesetzt waren. Dies trug zur beginnenden Flucht der östlichen Streitkräfte bei. Die Schlacht endete mit einer vernichtenden Niederlage Nigers. Die Illyrier trieben Nigers geschlagene Truppen vor sich her und zwangen einige der Fliehenden ins Meer, während sie die anderen verfolgten, die zu den Hügeln rannten. Sie metzelten die Flüchtenden nicht nur nieder, sondern auch eine große Anzahl von Männern aus den naheliegenden Städten und Bauernhöfen, die sich versammelt hatten, um die Schlacht von einem sicheren Aussichtspunkt aus zu beobachten.
Die Verluste auf Nigers Seite waren enorm: Nach verschiedenen Quellen sollen etwa 20.000 Mann gefallen sein. Die severischen Verluste sind nicht überliefert, dürften aber deutlich geringer gewesen sein.

## Flucht und Hinrichtung Nigers
Nach der Niederlage bestieg Pescennius Niger eines der besten Pferde und floh mit wenigen Begleitern nach Antiochia. Dort fand er die Überlebenden der Niederlage weinend und jammernd vor, die um den Verlust ihrer Söhne und Brüder trauerten. Niger floh verzweifelt aus Antiochia und suchte Zuflucht in Richtung Euphrat, in der Absicht, zu den dort lebenden Barbaren zu fliehen.
Niger wurde jedoch auf den Außenbezirken von Antiochia entdeckt und von den verfolgenden Reitern enthauptet. Nach Cassius Dio wurde sein abgeschlagenes Haupt zu Septimius Severus gesandt, der es an einem Pfahl vor den Mauern des belagerten Byzantion aufstellen ließ, damit die Byzantiner es sehen und zu seinen Mannen überlaufen sollten.

## Folgen und Auswirkungen
Mit Nigers Tod war Septimius Severus seinen wichtigsten Rivalen los und konnte uneingeschränkt seine Macht ausüben. Severus ging erbarmungslos gegen alle Freunde Nigers vor, unabhängig davon, ob sie ihn aus freien Stücken oder aus Zwang unterstützt hatten. Städte, die zu Niger gehalten hatten, wie Antiochia am Orontes und Byzantion, wurden hart sanktioniert. Die Provinz Syria wurde zweigeteilt, um eine Machtkonzentration in den Händen des Statthalters zu verhindern.
Zur Erinnerung an seinen Sieg ließ Septimius Severus an der Stelle der Schlacht einen Triumphbogen errichten. Publius Cornelius Anullinus, der Kommandeur der siegreichen Truppen, wurde für seine Leistungen mit weiteren hohen Ämtern belohnt: Er wurde vor 196 Stadtpräfekt von Rom und 199 zum zweiten Mal Konsul.
Die Schlacht hatte auch längerfristige militärische Konsequenzen. Einige von Nigers Soldaten entkamen über den Tigris und schlossen sich den dortigen Barbaren an. Diese römischen Überläufer brachten den Barbaren die Herstellung und den Gebrauch von Waffen bei, was deren Kampftaktik gegen die Römer erheblich verbesserte. Früher kämpften die Barbaren nur als berittene Bogenschützen in leichter Ausrüstung, doch nun erlernten sie den Nahkampf mit Schwertern und Speeren.
Die Wahl des Schlachtfeldes war symbolisch bedeutsam. Dass die Entscheidungsschlacht an derselben Stelle stattfand, wo einst Alexander der Große über Dareios III. triumphiert hatte, verlieh dem Ereignis eine besondere historische Dimension. Wie Herodian bemerkt, trafen nicht nur die Armeen von Severus und Niger an diesem historischen Ort aufeinander, sondern auch der Ausgang der Schlacht war derselbe: Der Westen besiegte den Osten.

## Historische Bewertung
Die Schlacht von Issos war ein entscheidender Wendepunkt in der römischen Geschichte. Sie beendete nicht nur die Herrschaft von Pescennius Niger, sondern etablierte auch die Severische Dynastie, die das Reich bis 235 n. Chr. regieren sollte. Herodian beurteilt Niger weder als Kaiser noch als Mensch verachtenswert, kritisiert aber seine Nachlässigkeit und Unentschlossenheit. Diese Charaktereigenschaften, die möglicherweise zu seinem zögernden Vorgehen zu Beginn des Bürgerkriegs beigetragen hatten, kosteten ihn letztendlich das Leben und das Reich.
Die Schlacht demonstrierte die militärische Überlegenheit der illyrischen Legionen unter erfahrener Führung gegenüber den weniger kampferprobten Truppen des Ostens. Sie markierte zugleich das Ende der östlichen Herausforderung an die Herrschaft von Septimius Severus und ebnete den Weg für dessen spätere Erfolge gegen die Parther und schließlich gegen Clodius Albinus.